# New Museum of Contemporary Art

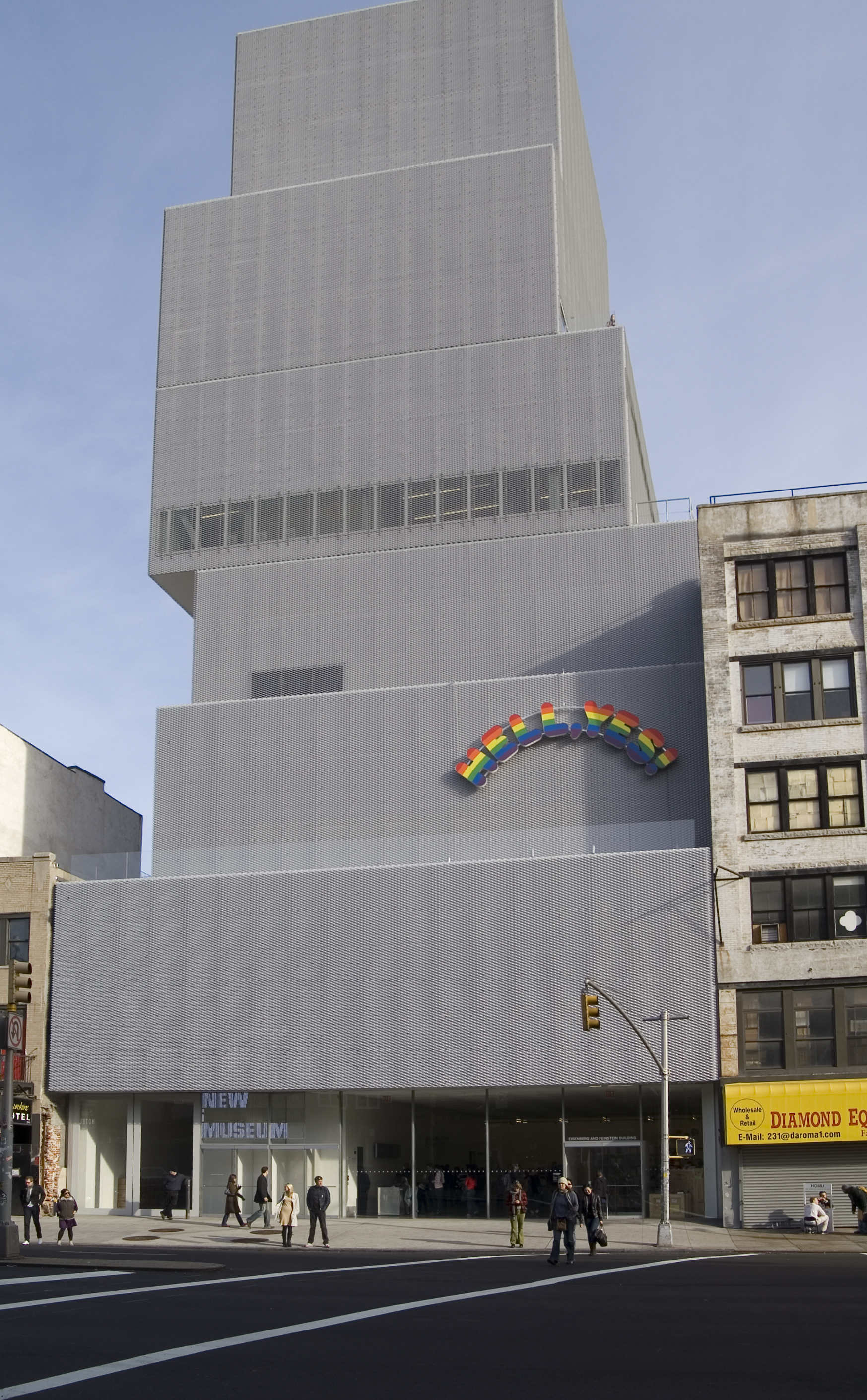
The New Museum in 2008

Het New Museum of Contemporary Art is gelegen in de buurt The Bowery van de wijk Lower East Side in het stadsdeel Manhattan in New York.

## Geschiedenis
Het is het enige museum in New York, dat uitsluitend bestemd is voor exposities van internationale, hedendaagse kunst. Het museum werd gesticht in 1977 door Marcia Tucker (curator van het Whitney Museum of American Art van 1969 tot 1977). Tot 1983 was het museum gehuisvest in een expositieruimte van de New School for Social Research aan de Fifth Avenue. Het is het streven van het museum kunst te tonen van nog niet gevestigde en nog niet ontdekte kunstenaars. 
In de eerste vijf jaar werd werk getoond van kunstenaars, zoals Alfred Jensen (1978), Barry le Va (1979), Ree Morton (1980) en John Baldessari (1981) met een retrospectief overzicht. Andere kunstenaars met een tentoonstelling vroeg in hun carrière: Keith Haring (1980), Richard Prince (1980), Jeff Koons (1980), David Hammons (1980), Adrian Piper (1981), Robert Colescott (1981), Mark Tansey (1981), Tony Oursler (1981) en Bill Jensen (1983). Het New Museum organiseerde ook ambitieuze exposities van Ana Mendieta, William Kentridge, David Wojnarowicz, Paul McCarthy en Andrea Zittel, voordat deze brede publieke erkenning kregen. In 2003 ging het museum een samenwerkingsverband aan met Rhizome, een leidend platform voor online new media kunst.

## Broadway
In 1983 betrok het museum een nieuwe vestiging in The Astor Building aan Broadway. Om de financiële positie van het New Museum te versterken werd besloten om kunstwerken met een gelimiteerde oplage te gaan uitbrengen van gerenommeerde kunstenaars als Claes Oldenburg, Bruce Nauman, Jenny Holzer, Louise Bourgeois, William Kentridge, Tom Friedman en Olafur Eliasson. Het beleid nieuwe kunstenaars te tonen werd voortgezet en vele solo-exposities volgden. Met thematentoonstellingen bevestigde het museum de reputatie van burcht voor progressieve kunst en concepten. In de jaren negentig werd de expositieruimte aanzienlijk uitgebreid.

## Nieuwbouw
In 2002 werd het plan gelanceerd naar een nieuwe locatie te verhuizen aan de Bowery in de Lower East Side van Manhattan. De opzet was de expositieruimte nogmaals te verdubbelen. Het pand aan Broadway werd in 2004 verkocht en het museum week tijdelijk uit naar het Chelsea Art Museum. Een samenwerkingsverband werd aangegaan met het Museum of Contemporary Art, Chicago en het UCLA Hammer Museum in Los Angeles onder de werknaam 3M.
In december 2007 opende het museum op de locatie 235 Bowery, Manhattan, de nieuwbouw naar een ontwerp uit 2002 van de Japanse architecten Kazuyo Sejima en Ryue Nishizawa / SANAA Ltd. uit Tokio. De uitvoerende architect was bureau Gensler uit New York. De nieuwe locatie biedt de verlangde uitbreiding van expositieruimte. 